# Villeret (Aube)
Villeret egy település Franciaországban, Aube megyében. Lakosainak száma 64 fő (2022. január 1.). Villeret Chavanges, Hampigny, Lentilles és Montmorency-Beaufort községekkel határos.

## Népesség
A település népessége az elmúlt években az alábbi módon változott:
| Lakosok száma | 68   | 79   | 57   | 76   | 66   | 65   | 63   | 63   | 63   | 64   |
|               | 1968 | 1982 | 1999 | 2006 | 2011 | 2015 | 2017 | 2018 | 2020 | 2022 |